# 규모의 경제
규모의 경제(規模의 經濟, economies of scale)는 투입규모가 커질수록 장기평균비용이 줄어드는 현상을 말하며 생산량을 증가시킴에 따라 평균비용이 감소하는 현상을 의미한다. 규모의 이익이라고도 한다.

## 개요
규모의 경제는 생산 규모의 확대에 부응하여 생산물 한 단위당 비용이 삭감되는 것을 말한다. 이것은 투입된 각 생산 요소의 총량의 변화에서 생기는 것으로서 생산 요소 사이의 비율의 변화에서 생기는 것이 아니다. 따라서 설비가 일정한 전제 아래에서 각 생산 요소 간의 비율 변화에서 생겨나는 대량생산의 이익과는 엄밀히 구별되어야만 한다. 규모의 이익은 한 기업내의 생산 규모의 확대로 생겨날 뿐만 아니라 산업 전체의 일반적 발전에서도 생겨난다. 이 경우 전자를 내부 경제, 후자를 외부 경제라고 한다.

## 규모의 이익
규모의 이익은 생산비의 분석에 관한 법칙의 하나이다. 먼저 생산비는 일반비용과 특수비용 혹은 불변비용과 가변비용으로 구성되어 있다. 일반비용 혹은 불변비용이란 생산량의 다소에 관계 없이 생산이 행하여지는 한 필요로 하는 생산비이다. 여기에는 토지, 건물 등의 시설비용과 일반 관리비용, 기술개발 연구비 등이 포함되어 있다. 다음 특수비용 혹은 가변비용이란 생산량의 증감에 따라 변화하는 비용을 말한다. 즉 임금, 원료 광열비 등이 이에 해당된다. 일반비용과 특수비용을 합한 총생산비를 총생산물로 나누면 평균비용이 나온다. 또 최후의 1단위의 생산에 필요한 비용을 한계비용이라 부른다. 불변비용이 있기 때문에 평균비용은 생산량의 증대와 더불어 처음에는 감소한다. 그러나 이것은 가변비용의 증대에 따라 생산량이 일정 수준 이상이 되면 상쇄되어 버리고 오히려 체증으로 향한다. 마찬가지로 한계생산비도 처음에는 감소해 가지만 이윽고 증가한다. 이것은 ‘한계생산력체감의 법칙’을 배경으로 하고 있다.  한계생산비이든 평균생산비이든 처음에 저하하게 되는 것은 생산량의 증대에 따라 1단위당의 일반비용의 부담이 경감되기 때문이다. 이것을 대량생산의 이익이라 한다.
이에 대하여 규모의 이익이란 설비의 증대에 의한 생산비절하(切下)의 효과를 말한다. 대량생산에 의한 이익은 어느 정도(최적 규모)를 초과하면 설비에 무리가 생겨서 능률이 떨어지고 생산물 1단위당의 비용은 증대하지만 설비의 증대는 이것을 저지할 수가 있다. 설비의 증대와 더불어 새로운 기술을 도입한다면 비용증대를 저지할 뿐만 아니라 비용을 체감하여 갈 수가 있다. 따라서 대량생산의 이익은 설비가 일정한 단기적인 것이지만 대규모 생산의 이익은 설비의 변화를 인정하기 때문에 장기적인 비용법칙이라 하겠다. 이것은 설비를 이동(移動) 파라미터로 하여 단기의 평균비용곡선과 한계비용곡선의 관계를 합친 것으로 표시하여 준다. 그리고 이것은 장기 공급곡선을 설명해 주는 근거로 되어 있기도 하다. 설비가 abc로 변화함에 따라 평균비용곡선의 최소점은 점점 작아지고 그 최소점만을 이은 포락선(包絡線)은 체감되고 있다. 그러나 대규모의 이익도 무한으로 계속되는 것은 아니다. 규모의 증대로 인하여 내부통제의 곤란 등 생산기술보다도 오히려 경영 관리면에서 무리가 생겨 장기적이라 할지라도 비용이 체증하게 될 것이다. 이것을 저지하는 데에는 부단한 기술의 진보와 경영의 합리화가 필요하다.  이 개념은 마셜에 위한 내부경제(internal economies)외 외부경제(external economies)의 이론으로서 유명하다. 마셜은 기업에 있어서 어떠한 종류의 재화를 만드는 생산규모의 증대에서 생겨나는 경제를 두 종류로 분류하였다. 그 하나는 개개의 기업적 자력(資力), 그 내부적 조직, 그 경영의 능률 등 개별기업에 고유한 요인에 따른 내부경제이고, 다른 하나는 기업을 포함하여 산업의 일반적인 발전에 생기는 것인데 특히 유사한 기업이 어떠한 지방에 너무 집중하여 발달하기 때문에 생기는 외부경제가 그것이다. 이 경우에 그 분석의 주체가 되는 기업을 마셜은 대표적 기업이라 부르고 있다. 이것은 피구(Arthur Cecil Pigou 1877  1959)에 의하여 균형기업(均衡企業)이라는 개념으로 전개되어, 내부경제와 외부경제의 문제는 다음과 같이 취급되었다. 즉 다수 기업으로 성립된 산업에 있어서 한 기업의 장기적 생산비는 그 기업 자신의 생산규모의 크기에 의할 뿐만 아니라 그것이 속한 산업의 전체로서의 생산규모에 의해서도 결정된다고 하였다.  이 문제는 신고전파의 생산함수의 분석에 포함되어 신고전파 성장이론을 전개하는 데에 커다란 구실을 하고 있다.

## 같이 보기
- 규모의 비경제
- 범위의 경제
- 독점
- 자연독점